# Кінгслі Егізібуе
Кінгслі Осезеле Егізібуе (нід. Kingsley Osezele Ehizibue, нар. 25 травня 1995, Мюнхен, Німеччина) — нідерландський футболіст нігерійського походження, фланговий захисник італійського клубу «Удінезе».

## Ігрова кар'єра

### Клубна
Кінгслі Егізібуе народився у Німеччині у місті Мюнхен у родині нігерійських переселенців. Згодом він разом з родиною переїхав на проживання до Нідерландів. Там і почав займатися футболом. Починав у клубі «Зволле». 29 жовтня 2014 року Егізібуе дебютував в основі у матчі Кубку Нідерландів. В чемпіонаті країни футболіст зіграв першу гру 13 грудня 2014 року. Загалом провів у складі «Зволле» понад сто матчів.
В літнє трансферне вікно 2019 року Егізібуе перейшов до німецького «Кельна», з яким уклав угоду до 2023 року. Провівши у Бундеслізі три сезони, влітку 2022 року футболіст перебрався до Італії, де приєднався до клубу Серії А «Удінезе». Першу гру у новій команді Егізібуе провів 31 серпня 2022 року проти «Фіорентини».

### Збірна
У 2016 році Кінгслі Егізібуе провів одну гру у складі молодіжної збірної Нідерландів.
У березні 2020 року отримав виклик до національної збірної Нігерії. Але на поле того разу не вийшов.